# Bitwa pod Synopą
Bitwa pod Synopą – starcie zbrojne, które miało miejsce 30 listopada 1853 roku na redzie Synopy w Anatolii pomiędzy flotą rosyjską a osmańską podczas wojny krymskiej, zakończone zwycięstwem rosyjskim.

## Podłoże
Na początku lipca 1853 roku Armia Imperium Rosyjskiego zajęła księstwa naddunajskie Wołoszczyznę i Mołdawię. Wobec odmowy wycofania się, 16 października Imperium osmańskie wypowiedziało Rosji wojnę, podejmując ofensywę w Mołdawii i na Kaukazie. Morze Czarne stało się wobec tego obszarem wojny. Głównodowodzącym floty rosyjskiej na Morzu Czarnym był wiceadmirał Pawieł Nachimow. Pierwszym zadaniem floty rosyjskiej stało się przerzucenie 13 Dywizji Piechoty z Sewastopola do Suchumi, przeprowadzone w dniach 29 września – 9 października.
Drugim zadaniem floty było zniszczenie floty tureckiej. W tym celu okręty rosyjskie prowadziły działania rozpoznawcze i krążownicze na całym akwenie. Ich efektem było m.in. pierwsze w świecie starcie dwóch okrętów parowych (z napędem bocznokołowym) – rosyjskiej fregaty "Władimir" z turecką "Pervaz Bahri", 17 listopada 1853. Dzięki lepszemu rozmieszczeniu artylerii (poza baterią burtową, także na dziobie i na rufie), po dwugodzinnym pojedynku zwyciężył rosyjski okręt, a turecka fregata poddała się.

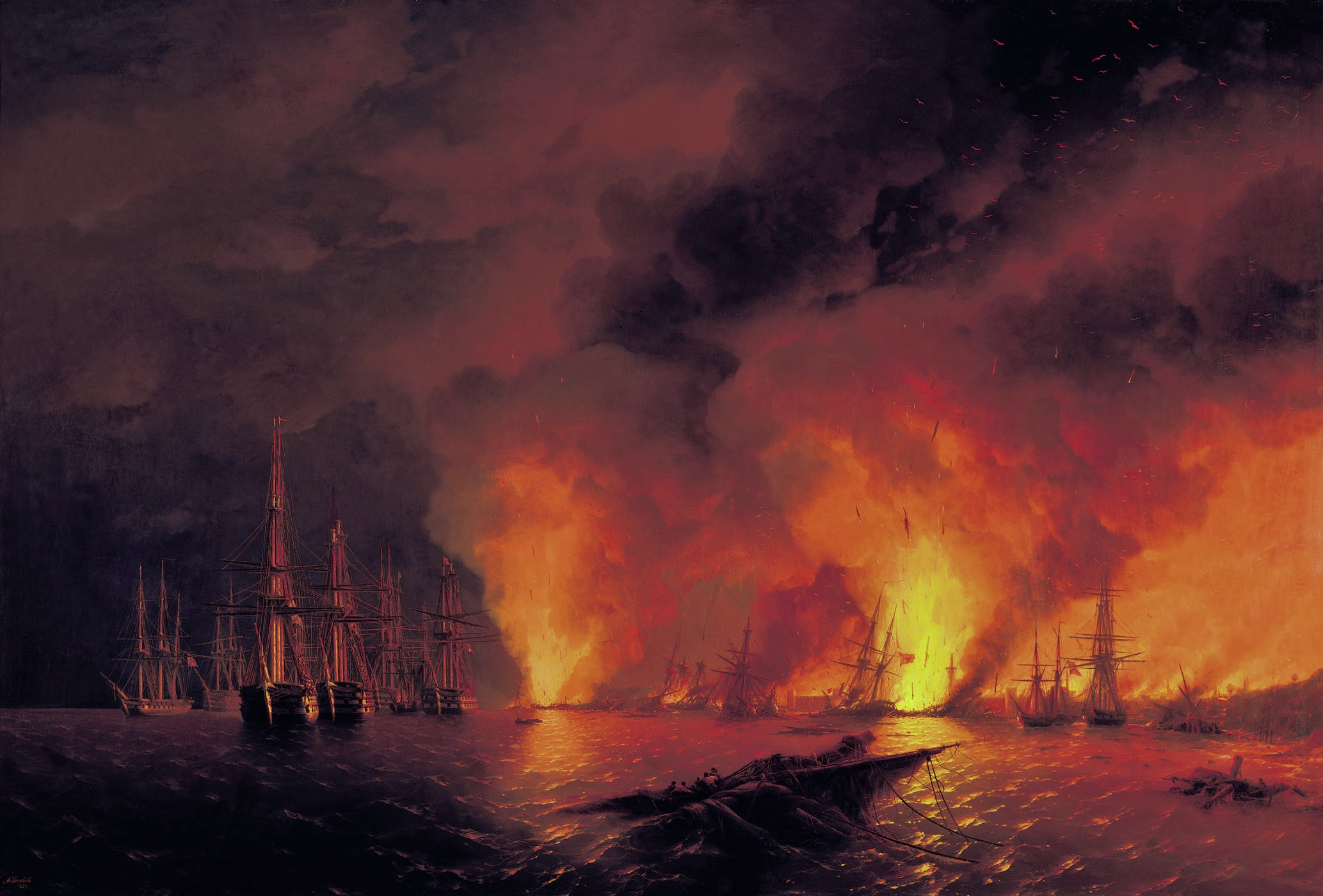
Bitwa pod Synopą, obraz Iwana Ajwazowskiego

## Bitwa
23 listopada admirał Nachimow odkrył eskadrę turecką, zakotwiczoną na redzie w Synopie – jednym z głównych tureckich portów na południowym wybrzeżu Morza Czarnego. Nachimow postanowił wykorzystać okazję i wysłał korwetę po posiłki, które nadeszły 29 listopada. Rosjanie mieli wówczas 6 żaglowych liniowców i 2 żaglowe fregaty, posiadające razem 716 dział.
Eskadra turecka była wysłana w celu wsparcia tureckich sił lądowych na Kaukazie. Dowodzona była przez wiceadmirała Osmana Paszę, w jej skład wchodziło 7 dużych fregat żaglowych, 2 fregaty parowe i 3 korwety, posiadające razem 472 działa. Ponadto Turcy posiadali 2 statki transportowe. Rosyjskie okręty były silniejsze, lecz portu i okrętów tureckich strzegły także 4 baterie nadbrzeżne, posiadające 24 działa. Eskadra turecka stała zakotwiczona wzdłuż brzegu, który miał w tym miejscu formę wklęsłego łuku/

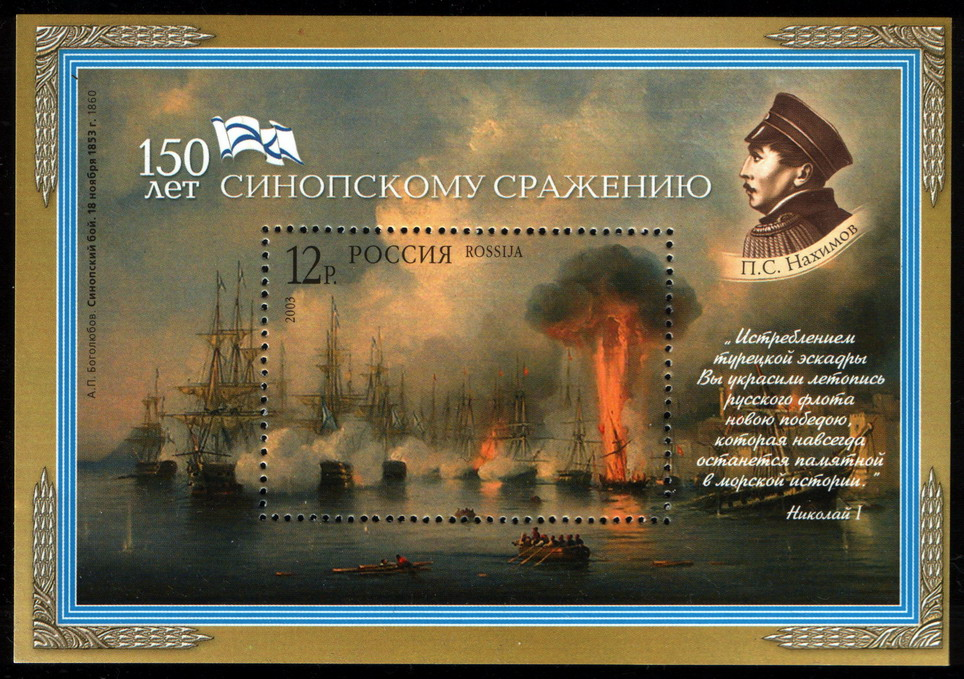
Rosyjski znaczek pocztowy Bitwa pod Synopą, 2003 (Michel № 1128, Scott № 6800)

Admirał Nachimow postanowił wejść do zatoki tylko okrętami liniowymi, w dwóch kolumnach. Tak też uczynił w południe 30 listopada. W prawej kolumnie znajdował się okręt flagowy "Impieratrica Marija", "Czesma" i "Wielikij Kniaź Konstantin", a w lewej "Pariż", "Tri Swiatitiela" i "Rostisław". Do nadpływających okrętów od razu otworzyły ogień baterie nadbrzeżne. Rosyjskie okręty podeszły na odległość strzału, rzuciły kotwice by nie być znoszone przez wiatr i rozpoczęły ostrzał okrętów tureckich i baterii nadbrzeżnych. Po kilkugodzinnej wymianie ognia, do godziny 16 wszystkie okręty tureckie zostały zniszczone; jedynie fregata parowa "Taif", dowodzona przez Anglika w tureckiej służbie, Adolphusa Slade (Musaver Pasza), uciekła spod ostrzału. Pościg rosyjskich fregat żaglowych okazał się bezskuteczny. Do godziny 17 Rosjanie zniszczyli lub zmusili do opuszczenia także pozostałe baterie nadbrzeżne i umocnienia. Po stronie rosyjskiej wszystkie okręty odniosły uszkodzenia, najbardziej "Impieratrica Marija", lecz zachowały zdolność pływania. Na ponad 16 tysięcy wystrzelonych przez Rosjan pocisków, około 2000 stanowiły granaty wybuchowe, aczkolwiek późniejsza propaganda zachodnioeuropejska przypisała im znacznie większą rolę.
W bitwie zginęło ok. 3 000 tureckich marynarzy, kilkuset dostało się do niewoli lub odniosło rany. Rosjanie stracili 38 ludzi, a 240 zostało rannych. Ubocznym skutkiem zwycięstwa rosyjskiego było podburzenie nastrojów we Francji i Wielkiej Brytanii, które były w wysokim stopniu zaniepokojone wzrostem znaczenia Rosji na Bliskim Wschodzie. Doprowadziło to wkrótce do wybuchu wojny krymskiej, w której koalicja francusko-brytyjsko-turecka wystąpiła przeciwko Rosji.
Rezultat bitwy wynikał z ogromnej dysproporcji sił, gdyż eskadra rosyjska składała się ze znacznie silniejszych okrętów liniowych, w tym 120-działowych trójpokładowców. Jakkolwiek tylko 38–76 z ponad 700 rosyjskich dział stanowiły działa haubiczne, to ogólna przewaga ogniowa rosyjskiej eskadry uniemożliwiła załogom tureckim skuteczną walkę z wywoływanymi przez granaty pożarami.